# Панайот Иванов
Панайот (Пане) Иванов е български учител и революционер, тиквешки деец на Вътрешната македоно-одринска революционна организация.

## Биография
Панайот Иванов е роден в тиквешкия град Неготино, тогава в Османската империя, днес в Северна Македония. По професия е учител. Още в 1894 година влиза във ВМОРО и става член на първия Тиквешки околийски комитет на организацията, основан от Даме Груев, като до 1899 година е и негов председател. В 1901 година при Солунската афера е арестуван и заточен в Подрум кале. През пролетта на 1903 година е амнистиран. Работи като учител в Кавадарци.
Участва в Илинденското въстание от 1903 година като четник на Добри Даскалов.
При избухването на Балканската война в 1912 година е доброволец в Македоно-одринското опълчение и служи в 3 рота на 3 солунска дружина. Носител е на орден „За храброст“ IV степен.